# カスパル・フォペル
カスパル・フォペル (Caspar Vopel, Kaspar Vopel) またはカスパル・ヴォペリウス (Caspar Vopelius) （1511年 - 1561年）は、16世紀ドイツの数学者、地図製作者。姓は Vopell, Vöpell oder Meydebachiusなどとも表記される。主に地理学と天文学の分野で業績を遺しており、特にフォペルが1536年製作の天球儀に描いた星座「BERENICES CRINIS」は、後の1922年に現代の88星座の1つに選ばれた「かみのけ座」が初めて星座として独立して描かれたものであることから、かみのけ座の設定者とされる。

## 生涯
カスパル・フォペルは、1511年にケルン近郊のメーデバッハで生まれた。おそらく社会的な地位のある裕福な家庭に生まれたものと考えられているが、彼の両親についてはほとんど知られていない。少なくとも「ヘルマン・フォペル (Hermann Vöpelen) 」という人物が、1530年にメーデバッハの裁判官兼市長を務めていたのは確かである。フォペルは、メーデバッハでの学生時代から数学の勉強に専念した。1526年5月10日にケルン大学に入学、1527年11月に学位、1529年3月に修士と Magister artiumを取得した後、ケルンの高等教育機関 Montaner Gymnasium で教鞭を執りながら数学と地図製作に従事した。この役職に就いたことによりケルンの市民権を得たフォペルは、名の知られた印刷業者の娘であった Enge van Aichと結婚した。2人の間に子が生まれたか否かは不明。フォペルは義父のArnt von Aich からケルン市内のSchildergasseにある家を購入してそこに住んだ。妻の家族は新教寄りであったが、フォペル自身は生涯旧教派であり続けた。1545年から1555年にかけて、ケルンの宗教紛争を避けるため長期間に渡って旅をしていたようである。1561年に死去。

## 業績
フォペルが製作した地図、地球儀、天球儀は、それぞれ16世紀を代表する作品とされている。

### 天球儀と星図

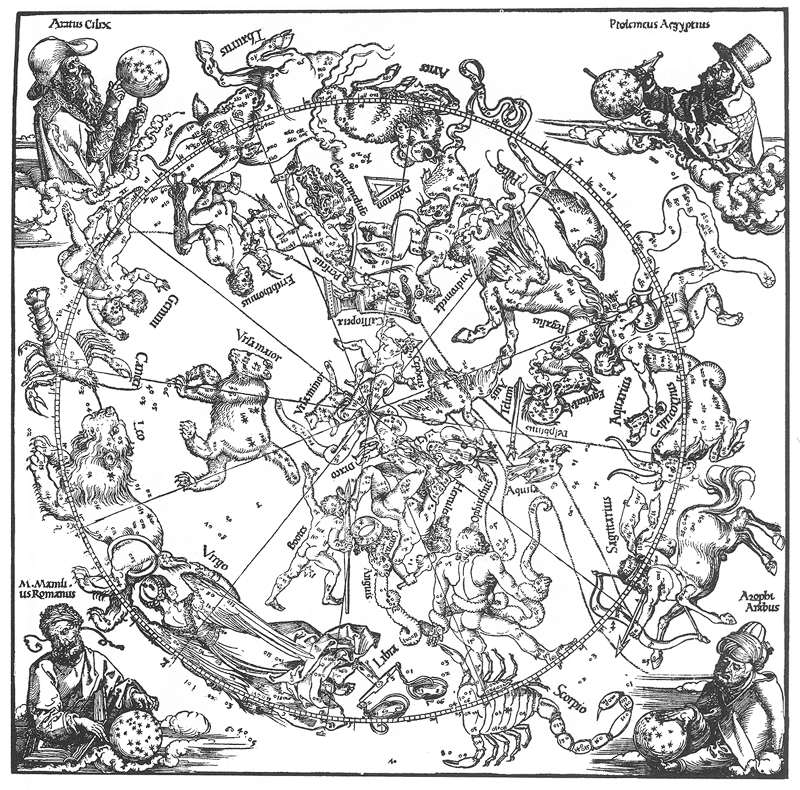
デューラー、ハインフォーゲル、スタビウスが作成した星図。1515年の作品。フォペルは、天球儀を作成するに当たってこの星図の図像とスタイルを模倣したとされる。

1532年、フォペルは最初の天文作品となる天球儀を製作した。直径28センチメートル (cm) のこの天球儀にはいわゆる「トレミーの48星座」が描かれており、1515年にアルブレヒト・デューラー、コンラッド・ハインフォーゲル、ヨハネス・スタビウスが作成した星図を模倣して、フォペルが手描きした星図が描かれている。フォペルは、ケルンの人文主義印刷家のヨハネス・ゾーター (Johannes Soter) が1534年に出版したヒュギーヌス作の『天文詩 (Poeticon Astronomicon)』のために40枚の木版画を製作した。
1536年、フォペルは手描きの天球儀や木版星図の習作で得た経験を活かして、木版印刷した紙片を球体に貼り付ける方式で天球儀を製作した。フォペルはこの1536年作の天球儀に、中世には忘れられた存在となっていた古代ギリシャ・ローマ時代の伝承に基づく2つの星座を新たに加えた。1つは古代エチオペアのベレニケ2世にまつわる神話を元にした「BERENICES CRINIS（「ベレニケの髪」）」で、これはしし座の尾部の隣に設けられた。もう1つはローマ皇帝ハドリアヌスの愛人であった少年アンティノウスをモデルとした「ANTINOVS」で、これはわし座といて座の間に設けられた。フォペルの定めた2つの星座はメルカトルやティコ・ブラーエ、ボーデなどの星図にも描かれた。1922年に国際天文学連合が現代の88星座を定めた際に、アンティノウス座は採用されなかったが、かみのけ座は採用されて現在も使われている。1532年版と1536年版の2つの天球儀は、ケルン市立博物館に収蔵されている。
フォペルは1543年から1545年にかけていくつかの渾天儀を製作している。フォペルの渾天儀は、中心に小型の地球儀が据え付けられていることから「渾天儀型地球儀」とも呼ばれる。コペンハーゲンのデンマーク国立博物館に収蔵されている1543年製渾天儀はティコ・ブラーエが所有していたものとして知られる。また、奈良県の天理大学附属天理図書館には1544年製の渾天儀が収蔵されている。フォペルは1545年にはアストロラーベも製作している。

### 地球儀
フォペルは1536年に木版印刷による地球儀も製作している。この地球儀の大きさは天球儀と同じく直径28 cmで、天球儀を作った際に対とするために作成されたものと考えられている。宣教師ルイス・フロイスが織田信長に献上した地球儀もフォペル作の地球儀であったと言われる。この地球儀では、南アメリカ大陸は新大陸として描かれているが、北アメリカ大陸はアジア大陸と同一視されており、日本がイスパニョーラ島に「Zipanga」と記されるなど、16世紀当時の地理的な知見が反映されたものとなっている。1536年作の地球儀の1つは天理大学附属天理図書館に収蔵されており、フォペル作の地球儀としては現存する最古のものである。ケルン市立博物館には1542年作の地球儀が収蔵されている。

### 地図

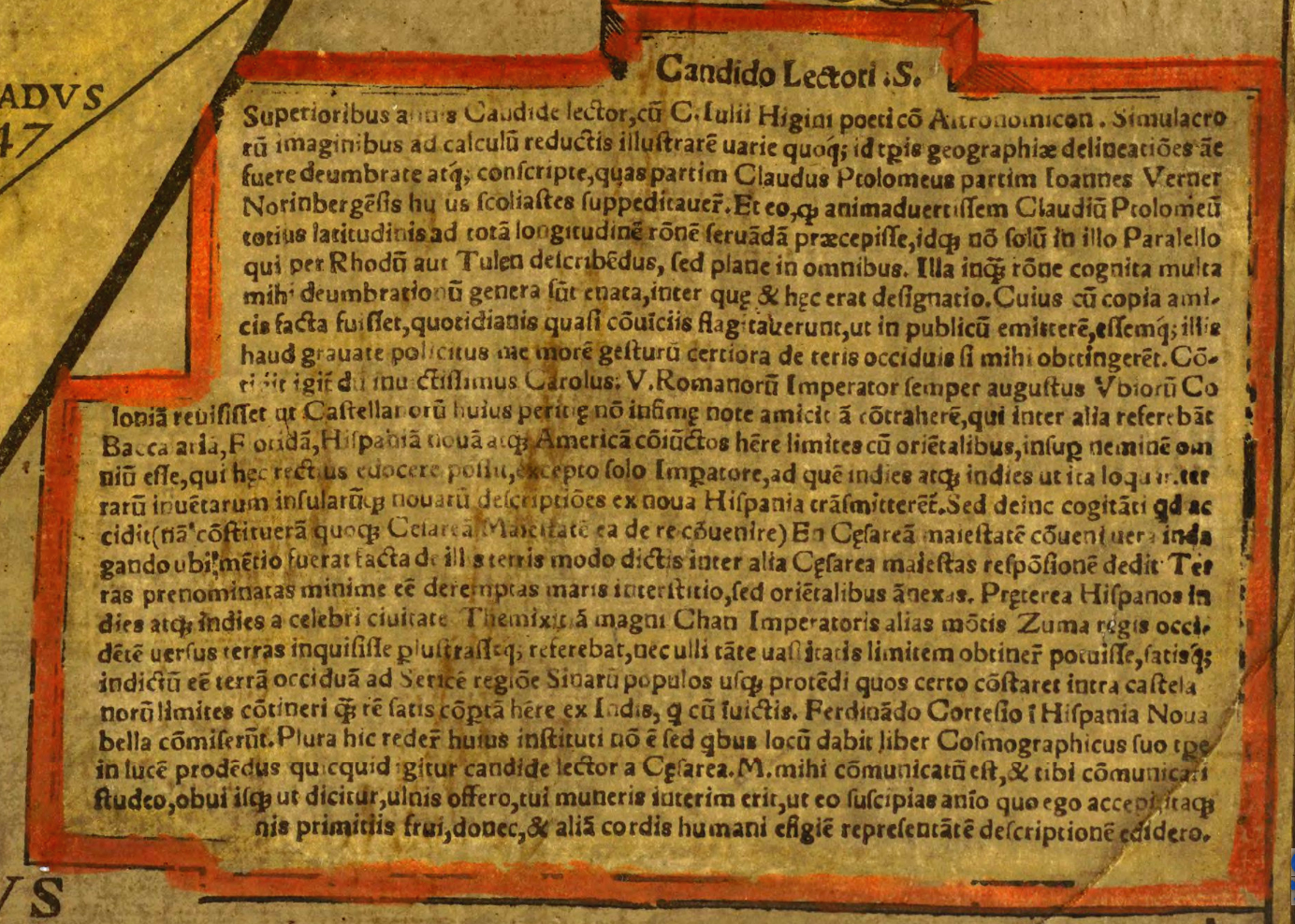
1545年フォペル作の世界地図の複写の一部（1558年作）。アメリカ大陸が東洋と地続きである旨が書かれている。

1545年以降、フォペルは地図製作に専念した。1545年に製作した世界地図は現存していない。1555年にはヨーロッパの地図を製作した。1558年に出版した世界地図は、神聖ローマ帝国皇帝カール5世に献呈された。

フォペルのライン川流域地図。1558年作。

1555年に約59万分の1の縮尺で製作された「ライン川流域地図 (Die Rheinkarten)」は、後の交通地図のモデルとされた。ライン川流域地図は、初版のカラーコピーがヴォルフェンビュッテルのヘルツォーク・アウグスト図書館に現存している。ライン川流域地図には、ボーデン湖、高ライン、上ラインの領域が正確に描かれており、この部分は、Glarners Aegidius Tschudi と シュタイン・アム・ラインのJohannes Stumpf からの情報を元に作成された。ライン川上流・中流域部分の出典は不明である。ライン川河口域の部分は、オランダの資料が参考にされた。1558年、フォペルはこの地図をケルン市評議会に献呈し、その返礼に10ターラーを受領している。人気を博したこの地図は、1560年には第3版を数えた。12の復刻版が知られており、1903年にはハンブルクの地理学者ハインリヒ・ミハウ (Heinrich Michow) によって複製が出版された。